# Гэльская лига

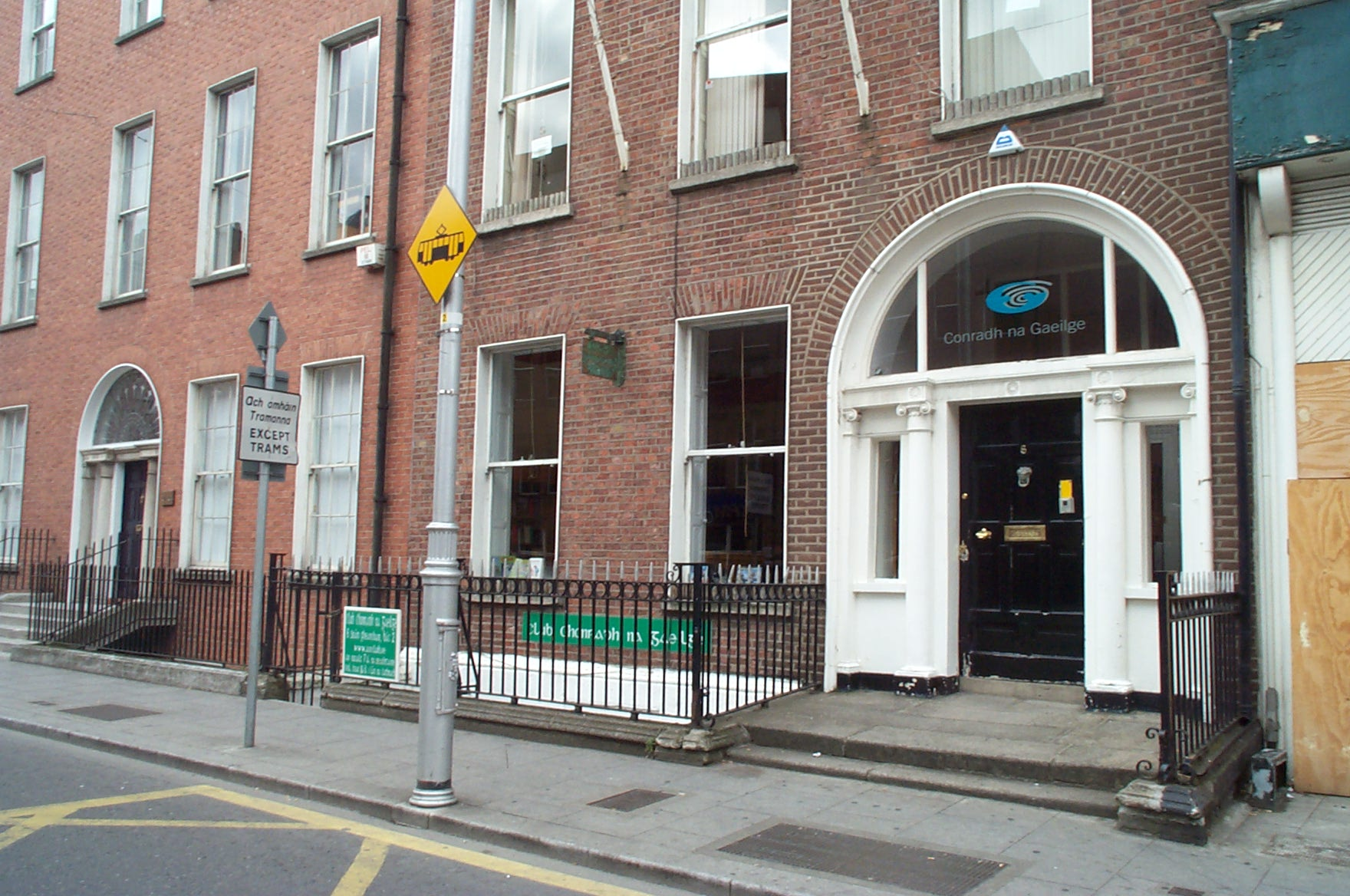
Conradh na Gaeilge, Дублин.

Гэ́льская Ли́га (Conradh na Gaeilge, произносится [ˈkɔnˠɾˠə nə ˈgeːlʲɟə], англ. 'The Gaelic League') — организация, созданная «для сохранения ирландского языка, на котором говорят в Ирландии». Гэльская лига была основана в Дублине 31 июля 1893 года Дугласом Хайдом с участием Юджина О'Гроуни (англ. Eugene O’Growney), Еойна МакНейла (англ. Eoin MacNeill), Люка Уолша (англ. Luke K. Walsh) и других. Функционеры Лиги из числа интеллигентов-националистов впервые начали выпускать литературу и газеты на ирландском языке, основали «ирландские» школы, специальные танцевальные курсы. Первая газета Лиги называлась An Claidheamh Soluis (Меч света).
Лига содействовала созданию Национального ирландского университета (1909). В его состав входили кафедры кельтской археологии, истории Ирландии, ирландского языка и ирландской литературы. С 1948 года Лига издаёт литературный журнал «Feasta».

## Подразделения по направлениям работы
Под эгидой Гэльской лиги сегодня действуют:
- Неделя ирландского языка
- ежегодное проведение Oireachtas (Oireachtas na Gaeilge)
- Молодёжная гэльская лига (Ógeagraíocht Ógras)
- Комиссия по ирландским танцам
- Вещающее на ирландском языке радио Ri-Ra.